# Telemedical Maritime Assistance Service
Telemedical Maritime Assistance Service (kurz TMAS, deutsch auch Medico-Gespräch genannt) ist ein medizinischer Beratungsdienst für Seefahrer. Die Gründung des deutschen Dienstes erfolgte im Jahre 1931 am Krankenhaus Cuxhaven und ist ein Schwerpunkt für die heutige Maritime Medizin.
TMAS kann über Telefon, Fax, E-Mail und Seefunk erreicht werden.
Seefunkgespräche werden in das Telefonnetz vermittelt.
Bearbeitet werden TMAS-Anfragen von der Helios Klinik Cuxhaven mit ihren verschiedenen Fachbereichen (u. a. Anästhesie und Schmerztherapie, Intensivmedizin, Unfallchirurgie, Hals-Nasen-Ohrenheilkunde).
Oberärzte der Rostocker Universitätskliniken führten das für Patienten aus der Berufsgruppe der Seeleute bedeutsame Medico-Gespräch unter Leitung des historischen MDV der DDR. In der ab 1977 ausgestrahlten Fernsehserie Zur See Folge 5 Ruf an Rügenradio wurde die Bedeutung eines Medico-Gespräches insbesondere für den Verletzten aber auch für die Schiffsbesatzung dargestellt.

## Nutzung des funkärztlichen Dienstes in Notfällen
Der funkärztliche Beratungsdienst steht nach § 112 des Seearbeitsgesetzes (SeeArbG) allen Schiffen auf See ungeachtet ihrer Flagge kostenfrei und jederzeit zur Verfügung. International ist die Bundesrepublik Deutschland durch die Norm A4.1 Absatz 4 Buchstabe d des internationalen Seearbeitsübereinkommens (MLC) der Internationalen Arbeitsorganisation verpflichtet, eine funkärztliche Beratung zur Verfügung zu stellen.

## Organisation
Nach § 1 Nummer 7b in Verbindung mit § 6 Absatz 1 des Seeaufgabengesetzes ist der Seeärztliche Dienst der Berufsgenossenschaft Verkehrswirtschaft Post-Logistik Telekommunikation (BG Verkehr) für die Bereitstellung des funkärztlichen Beratungsdienstes zuständig. Die Durchführung der funkärztlichen Beratung obliegt der Helios Klinik Cuxhaven (vormals Stadtkrankenhaus Cuxhaven) mit ihren verschiedenen Fachbereichen (u. a. Anästhesie und Schmerztherapie, Intensivmedizin, Unfallchirurgie, Hals-Nasen-Ohrenheilkunde). Die TMAS-Zentrale befindet sich direkt auf der interdisziplinären Intensivstation der Helios Klinik Cuxhaven. Auf diese Weise ist eine ständige Präsenz notfall- und intensivmedizinisch versierter Ärzte für eine sofortige funkärztliche Beratung garantiert.
Um dem Funkarzt die Diagnose zu erleichtern und um Rückfragen und Zeit einzusparen, sollten nach vorheriger Untersuchung des Verletzten oder Erkrankten die Formulare „Funkärztliche Beratung – primary“ und „Bodycheck“ an den funkärztlichen Beratungsdienst übermittelt werden. Diese Formulare enthalten unter anderem folgende Punkte:
1. Name, Vor- und Zuname, Alter, Geschlecht?
2. Tätigkeit an Bord?
3. Angaben zum Unfall oder der Erkrankung und zur Vorgeschichte. Bei Unfällen vor allem Zeitpunkt und weitere Fakten (z. B. Fallhöhe beim Sturz, Verletzungen wo und wodurch, Dauer der Unterkühlung usw.)?
4. Letzter Aufenthalt des Erkrankten in den Tropen (wann und wo), gegebenenfalls Aufenthalt in welchen seuchenverdächtigen oder malariaverseuchten Gebieten?
5. Impfungen (welche, wann, wo)?
6. Alkohol, Drogen- oder Medikamenteneinwirkung (Menge)?
7. Verdacht auf Vergiftung (ggfs. wodurch)?
8. Hauptbeschwerden (wo und seit wann)?
9. Bisheriger Verlauf?
10. Augenblickliches Befinden (z. B. leichtkrank, schwerkrank)?
11. Hautfärbung/Hautveränderungen?
12. Färbung/Belag der Zunge?
13. Verfärbung der Augen?
14. Pupillen (eng oder weit, gleich weit)?
15. Atmung (schnell/langsam, tief/flach, regelmäßig/unregelmäßig, Atemzüge pro Minute)?
16. Stuhl (Farbe, Konsistenz, Häufigkeit)?
17. Urin (Farbe, Menge, Häufigkeit der Entleerung, Teststreifenprüfung)?
18. Übelkeit, Erbrechen?
19. Bewusstseinszustand (klar, benommen, bewusstlos)?
20. Geisteszustand (ängstlich, unruhig, aggressiv, verwirrt usw.)?
21. Körpertemperatur (im After gemessen)?
22. Örtlicher Befund (möglichst genaue Beschreibung)?
23. Ausstattung der Bordapotheke?

Eine Digitalkamera an Bord sowie die technischen Voraussetzungen zur Übermittlung von Digitalfotos kann bei einer Vielzahl von Erkrankungen und Verletzungen zusätzlich sehr hilfreich sein und wird heutzutage regelmäßig genutzt.

## Ablauf
Bei einem medizinischen Notfall kann die Besatzung eines unter deutscher Flagge laufenden (Handels-)Schiffes den funkärztlichen Beratungsdienst per Funk, telefonisch, per Fax oder E-Mail kontaktieren. Der Beratungsdienst ist ständig erreichbar. Gemeinsam wird im Anschluss über mögliche Maßnahmen beraten. Diese können Handlungsempfehlungen zu möglichen Behandlungen direkt vor Ort, aber auch die mögliche Entsendung einer zuständigen Küstenwache oder ein angeratener Kurswechsel zum nächstgelegenen Hafen umfassen. Der Schweregrad einer Verletzung oder Erkrankung spielt bei der Lösungsfindung eine entsprechende Rolle.
Als ein Beispiel für den zuverlässigen Ablauf von TMAS berichtete die in Deutschland ansässige Reederei NSB im Jahre 2007 in ihrer Mitarbeiterzeitschrift von einem Arbeitsunfall mit Personenschaden und Bergung per Hubschrauber geschehen im Nordatlantik in der Nähe der Azoren:
+++ NSB TICKER +++ 05.März 2007: MS CANADA SENATOR meldete den schweren Arbeitsunfall eines  4.TWOs. Bei Wartungsarbeiten am  Kompressor war es zu einem Druckluftaustritt gekommen, was zu einer schweren  Verletzung an den Augen des TWOs führte. Nach funkärztlicher Beratung durch MEDICO Cuxhaven wurde entschieden, den  Patienten auf den Azoren anzulanden. In Zusammenarbeit mit der  Seenotzentrale Delgado brachte ein  Hubschrauber den Patienten in ein Krankenhaus. Nach überstandener  Operation ist der Patient  auf dem Weg der Besserung und wird bald seine  Heimreise antreten. +++ NSB TICKER +++ von Peter-Gerhard Müller.